# Venus verrucosa
Venus verrucosa är en musselart som beskrevs av Linnaeus. Venus verrucosa ingår i släktet Venus och familjen venusmusslor. Inga underarter finns listade i Catalogue of Life.

Venus verrucosa verrucosa Höger klaff
Venus verrucosa verrucosa Vänster klaff

Venus verrucosa simulans Höger klaff
Venus verrucosa simulans Vänster klaff

## Bildgalleri

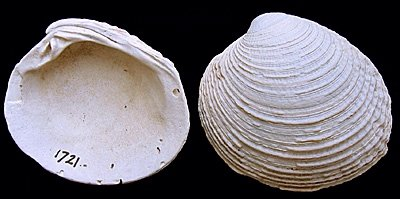